# Ken Friedman
Pour les articles homonymes, voir Friedman.
Ken Friedman, né le 19 septembre 1949 à New London (Connecticut), est un écrivain et scénariste américain, membre de Fluxus, un laboratoire international d'art expérimental, d'architecture, de design et de musique. 

## Biographie
Friedman rejoint Fluxus en 1966 dont il est le plus jeune membre. Il travaille en étroite collaboration avec d’autres artistes et compositeurs de Fluxus tels que George Maciunas, Dick Higgins et Nam June Paik, ainsi qu’avec John Cage et Joseph Beuys. 
Au début des années 1970, il est directeur général de Something Else Press de Dick Higgins. Dans les années 1990, Friedman travaille comme consultant en gestion et designer, ce qui le conduit à une carrière universitaire, d'abord comme professeur de leadership et de design stratégique à la Norwegian School of Management d'Oslo, puis en tant que doyen de la faculté de design de la Swinburne University of Technology de Melbourne. 
Friedman est actuellement professeur distingué à l'université de Swinburne (en) et titulaire de la chaire d'études sur l'innovation en conception à l'université de Tongji.

## Filmographie

### Réalisateur
- 1971 : Death by Invitation (en)
- 1980 : Saturday Night Live
- 1987 : Made in USA

### Producteur
- 1977 : On m'appelle Dollars
- 1997 : The Arrival
- 2004 : État d'alerte

### Scénariste
- 1971 : Death by Invitation (en)
- 1972 : The Melba Moore-Clifton Davis Show
- 1975 : La Route de la violence
- 1977 : On m'appelle Dollars
- 1979 : La Onzième Victime (téléfilm)
- 1983 : Pied au plancher (Heart Like a Wheel)
- 1989 : Johnny Belle Gueule
- 1990 : Cadillac Man
- 1994 : Belles de l'Ouest
- Date inconnue : Rubberband Man
- Date inconnue : État d'alerte

## Récompenses et distinctions
- (en) Ken Friedman: Awards, sur l'Internet Movie Database